# Mesila Doda
Mesila Doda (Kukës, 6 de febrero de 1971)  fue una de los primeros miembros del Partido Democrático de Albania y un miembro del parlamento albanés del 2001 hasta 2017.
Tiene estudios de economía de la Universidad de Tirana y filosofía en Roma. Doda empezó su carrera política en 1991, durante las protestas estudiantiles que causó el cambio de régimen en Albania. Ha trabajado en posiciones políticas diferentes y también ha trabajado como periodista y locutora de televisión. Se unió al partido Democrático en 1991, y lo dejó en 2016 a través de una carta abierta donde escribe que lamenta dejar el partido, el cual ella misma, junto con el alumnado y los profesores crearon hace 25 años.
Después de dejar el Partido Democrático de Albania  se unió al Partido por la Justicia, Integración y Unidad, el cual está centrado en la defensa de asuntos nacionales como el Cham asunto.
Doda es uno de los miembros más conservadores en el Parlamento y ha recientemente opuesto la legislación que da los mismos derechos a personas LGBT y la legalización de la marihuana y prostitución en Albania. También ha sido acusada de discriminación contra la comunidad LGBT.